# ألاستير غوردون
ألاستير غوردون (بالإنجليزية: Alastair Gordon)‏ هو مجدف أسترالي، ولد في 8 ديسمبر 1976 في سيدني في أستراليا.

## وصلات خارجية
- ألاستير غوردون على موقع الاتحاد الدولي للتجديف (الإنجليزية)
- ألاستير غوردون على موقع اللجنة الأولمبية الدولية (الإنجليزية)
- ألاستير غوردون على موقع أوليمبيديا (الإنجليزية)